# Tondano (plaats)
Tondano is een stad in Noord-Sulawesi, Indonesië. Tondano is de hoofdstad van het district Minahasa en ligt op 650 meter hoogte aan het Tondanomeer. Westelijk daarvan bevindt zich de supervulkaan Tondano.

## Geboren in Tondano
- Anneke Grönloh, Nederlands zangeres